# Myriam Ben Salah
Myriam Ben Salah, née en 1985 à Alger, est une commissaire d'exposition ou curatrice tunisienne.
Elle devient la rédactrice en chef du magazine Kaléidoscope en 2016 et, en 2020, la directrice exécutive et conservatrice en chef de la Renaissance Society (en), plateforme d'expression artistique de l'université de Chicago. Auparavant, elle coordonne des projets spéciaux et des programmes publics au Palais de Tokyo, à Paris, de 2009 à 2016.

## Biographie
Myriam Ben Salah naît en 1985 à Alger.
De 2009 à 2026, elle coordonne des projets spéciaux et des programmes publics au Palais de Tokyo, notamment dans les domaines de la performance, de l'image en mouvement et de la publication. Ensuite, elle devient rédactrice en chef du magazine Kaléidoscope en 2016,.
En 2017, Ben Salah est commissaire de l'exposition I Heard You Laughing à la Galerie Gregor Staiger de Zurich.
Elle est commissaire de la 10e édition du Abraaj Group Art Prize,. Ben Salah est commissaire d'une collection intitulée The Pain of Others à la François Ghebaly Gallery de Los Angeles en 2018. Elle édite également le magazine F.A.Q..
Mi-septembre 2020, elle devient la directrice exécutive et conservatrice en chef de la Renaissance Society (en), The Ren, plateforme d'expression artistique de l'université de Chicago,.